# Fantasistykker, op.36
Les Fantasistykker, op. 36, sont un cycle de dix pièces pour piano de la compositrice norvégienne Agathe Backer Grøndahl, écrites en 1895.

## Contexte et création
Agathe Backer Grøndahl achève ses Fantasistykker en 1895 et les publie en trois livres la même année.

## Structure
L'œuvre se compose de dix pièces :
1. Klage
2. Friskt Mod !
3. Vals
4. Vuggevise
5. Ballade
6. Ungdomssang
7. Laendler
8. Aftenvind
9. Sang ved Rokken
10. Alfeleg

## Discographie
- Anne Le Bozec : Backer Grøndahl: 10 Fantasistykker, Op.36, Aparté, 2025 ;

- Solveig Funseth : Piano Recital, Maria Szymanowska, Fanny Hensel-Mendelssohn, Clara Schumann, Elfrida Andrée, Agathe Backer Grøndahl, Valborg Aulin, Lili Boulanger, Swedish Society (SCD1043), 1988.